# Vexillum fulvosulcatum
Vexillum fulvosulcatum is een slakkensoort uit de familie van de Costellariidae.